# Königsbrück
Pour les articles homonymes, voir Koenigsbrück.
Königsbrück ou Koenigsbrueck (en haut sorabe : Kinspork) est une ville de l'arrondissement de Bautzen dans le Land de Saxe, en Allemagne. Elle est connue comme la porte de la Lusace occidentale sur la Via Regia, voie historique devenue un itinéraire culturel européen. 

## Géographie

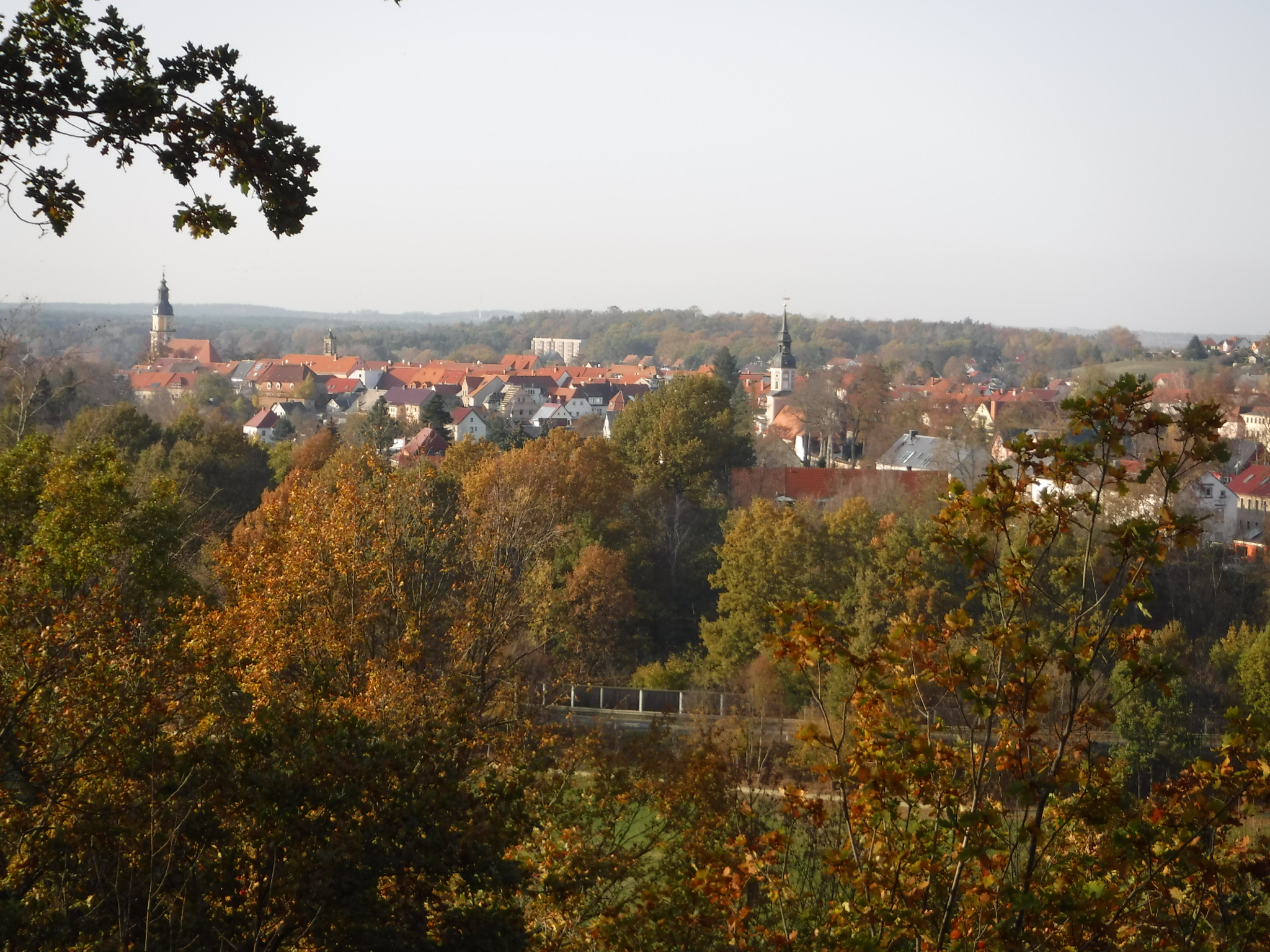
Vue sur la ville.

Située en grande partie sur la rive droite de la rivière Pulsnitz, Königsbrück marque la bordure occidentale de la région de Haute-Lusace. La ville est entourée de paysage de landes boisées appartenant au territoire naturel protégé de la Lusace occidentale : celle de Königsbrück au nord, un habitat faune flore du réseau Natura 2000, et celle de Laußnitz au sud. Le point culminant du Keulenberg (413 m) se trouve à 6 km au sud.
Le centre-ville se trouve à 14 km à l'ouest de Kamenz et à 27 km au nord-est de Dresde. La gare de Königsbrück est desservie par les trains Regionalbahn. La Bundesstraße 97 (Dresde–Schenkendöbern) traverse le territoire communal. 
Parmi les attractions principales de Königsbrück, on note en particulier un groupe de trois camélias, un des plus vieux d’Europe, plantés vers 1825 dans le jardin du château. 

## Population
La population de la commune comptait au 30 juin 2011:
- 3 776 habitants à Königsbrück même ;
- 410 habitants à Gräfenhain, village appartenant à la commune ;
- 166 habitants à Röhrsdorf, village appartenant à la commune.

Aujourd'hui, la majorité des habitants est athée ou non-baptisée, une minorité demeure luthérienne-évangélique. Il existe aussi un petit groupe catholique, surtout d'origine sorabe.

## Histoire
Le lieu de Kunigesbruc (« pont royal ») dans la seigneurie de Kamenz a été mentionné pour la première fois par écrit le 13 octobre 1248. Il est vraisemblable qu'elle doit sa fondation quelque temps auparavant à une citadelle de frontière de la Haute-Lusace appartenant aux pays de la couronne de Bohême lorsque la rivière Pulsnitz marque la limite avec la marche de Misnie faisant partie plus tard de l'électorat de Saxe au sud-ouest. Le développement de la colonie d'artisans au-dessous du château est étroitement lié à la Via Regia sur le trajet de laquelle elle se trouve. Cette route commerciale relie Königsbrück à Kamenz, Bautzen et Görlitz dans l'est (Via Regia Lusatiae Superioris), et au-delà à la Silésie, et à l'ouest à Leipzig, Erfurt, Francfort et à Mayence. Depuis le Moyen Âge, une barrière douanière royale est installée à la frontière.

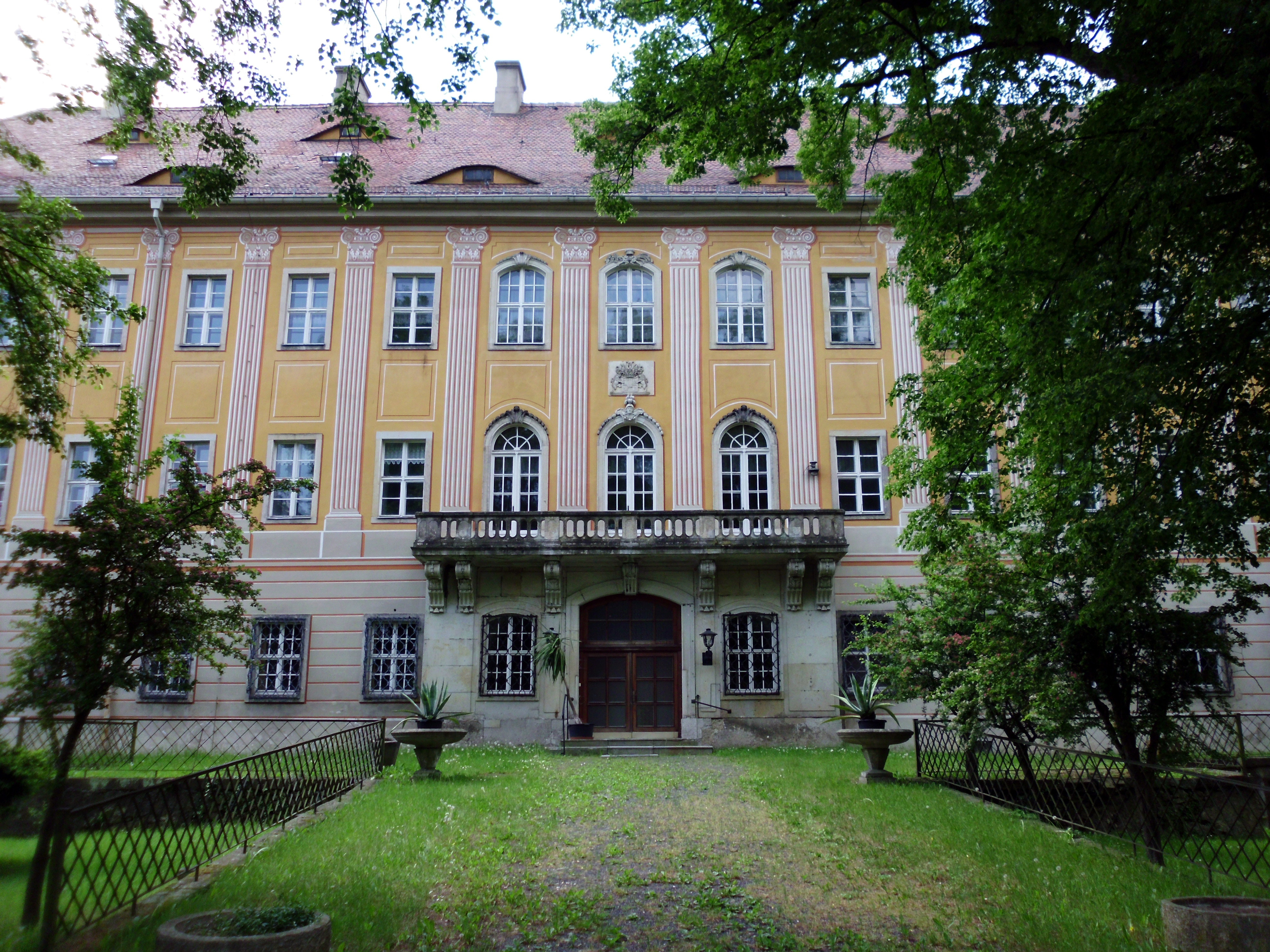
Le château de Königsbrück.

Königsbrück obtient ses privilèges de ville en 1331, confirmés dans un acte du roi Charles IV le 11 janvier 1351. Elle devient un point stratégique et un poste de surveillance frontalier du margraviat de Haute-Lusace. Lorsque les seigneurs de Schönfeld, vassaux des margraves de Misnie, décident en 1350 de vendre Königsbrück à leur souverain, les citoyens de Bautzen s'en emparent avec violence et remettent de nouveau la ville à la couronne de Bohême. 
La ville appartient aux burgraves de Dohna entre 1439 et 1579 ; la forteresse a été inféodée du roi Ladislas Ier en 1454. À la mort de Christoph von Dohna en 1560, la seigneurie de Königsbrück (la ville et les territoires alentour) revient comme fief vacant à la couronne de Bohême. L'empereur Ferdinand Ier de Habsbourg la vend en 1562 à un membre d'une autre branche de la maison de Dohna siégeant à Straupitz en Basse-Lusace. Caspar von Dohna obtient le privilège d'en faire la quatrième Freie Standesherrschaft de la Haute-Lusace, c'est-à-dire un domaine exempt de liens féodaux intermédiaires, son seigneur étant directement vassal du roi de Bohême lui-même. À cette époque Königsbrück compte un millier d'habitants, dont cent-quarante détiennent le droit de bourgeoisie. Durant la guerre de Trente Ans, par le traité de Prague conclu en 1635, le margraviat de Haute-Lusace passa aux électeurs de Saxe.
Depuis 1579, Königsbrück devient le domaine des seigneurs de Schellendorff, jusqu'en 1726, puis des comtes et barons de Friesen, jusqu'en 1773. La seigneurie passe ensuite au comte Sigismund Ehrenreich de Redern, dont le fils Jean Sigismond Ehrenreich le vend, en 1795, au comte Georg Werner August Dietrich de Münster. À partir de 1803, la signeurie était la propriété du comte Peter Carl Wilhelm de Hohenthal et de son fils Peter Carl ; en 1856 elle passa à Ernst Wilding, anobli comte de Königsbrück. En 1893, enfin, le domaine fut acquis par le fabricant Karl Robert Bruno Naumann.
Dès 1893, Königsbrück fut une ville garnison de l'armée saxonne. À partir de 1907, un vaste terrain d'entraînement est aménagé dans les forêts au nord-ouest. À la fin de la Seconde Guerre mondiale, l'Armée rouge occupait la ville. Les installations militaires qui sont utilisés par le Groupement des forces armées soviétiques en Allemagne, lorsque Königsbrück faisait partie de la République démocratique allemande de 1949 jusqu'à la réunification en 1990.

## Personnalités liées à la ville
- Georg Bartisch (1535-1607), médecin, né à Gräfenhain.